# František Horáček (General)

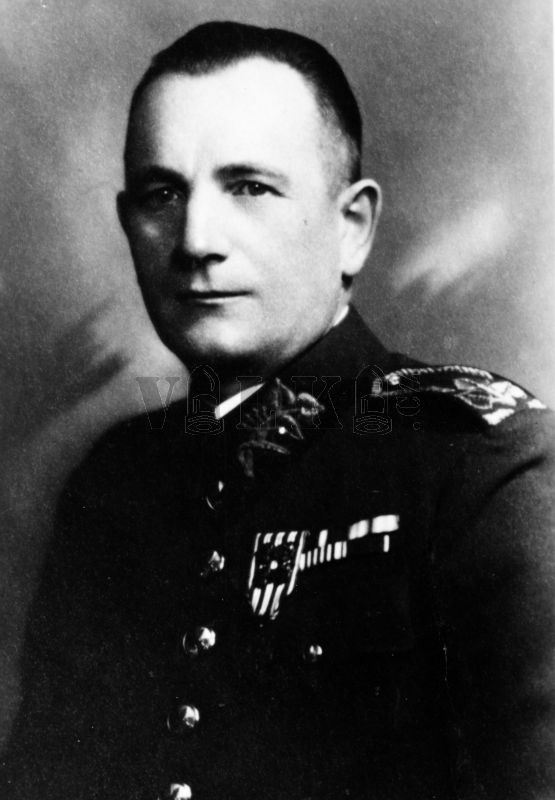
František Horáček

František Horáček (* 29. August 1891 in Sezemice nad Loučnou; † 29. September 1941 in Prag) war ein tschechoslowakischer Soldat, Legionär, Brigadegeneral in der Tschechoslowakischen Armee und führendes Mitglied der Gruppe Obrana národa im tschechoslowakischen Widerstand gegen den Nationalsozialismus.

## Leben
Nach der höheren staatlichen Realschule in Pardubice (1903 bis 1911) wirkte Horáček als externer Lehrer und besuchte gleichzeitig einen Lehrgang für Lehrer in Prag (1911 bis 1912). Am 23. August 1912 wurde er eingezogen und besuchte eine Schule für Reserveoffiziere in Innsbruck. Im Sommer 1914 wurde er an die russische Ostfront verlegt, musste aber wegen Verletzung in Wien behandelt werden; danach kämpfte er an der rumänischen Front, wo er im September 1916 gefangen wurde. Er meldete sich in die Tschechoslowakischen Legionen, wurde nach Frankreich verlegt und  nahm dort, nach einem weiteren Offizierslehrgang, an mehreren Schlachten teil (Mont Cornillet, Vouziers, Poix-Terron u. a.). Nach der Rückkehr in die Tschechoslowakei wurde er noch kurz im Olsagebiet im Polnisch-Tschechoslowakischen Grenzkrieg eingesetzt.
Ab 1919 war Horáček als Leutnant im Verteidigungsministerium tätig, danach bei der schweren Artillerie als Befehlshaber in verschiedenen Funktionen, ab 1927 als Regimentsbefehlshaber unter anderem in Bratislava, Jihlava und Brünn. Nach 1935 wirkte er kurz als Professor für Artillerietaktik an der Vysoká škola válečná (Kriegshochschule). Ende 1936 befehligte er die 6. Artilleriefeldbrigade, im Juni 1937 wurde er zum Brigadegeneral befördert. Während der Mobilisierung im September 1938 befehligte er die 8. Artilleriedivision der Infanterie.
Nach der Ausrufung des Protektorats Böhmen und Mähren lehnte Horáček es ab, ins Exil zu gehen, und nahm als enger Mitarbeiter des Generals Hugo Vojta gleich im Frühjahr 1939 Kontakte zu der vorwiegend militärischen Widerstandsorganisation Obrana národa auf. Er wirkte als Bezirksbefehlshaber für das Gebiet Prag VII. bis XI. Ab Ende 1940 musste er in den Untergrund gehen. Er wurde dennoch während der ersten großen Verhaftungswelle am 8. September 1941 verhaftet und im Prager Gefängnis Ruzyně inhaftiert. Nach der Ausrufung des Standrechts im Protektorat wurde er am 29. September 1941 hingerichtet.
Am 26. Oktober 1946 wurde František Horáček in den Rang des Divisionsgenerals in memoriam befördert.

## Auszeichnungen
- Tschechoslowakisches Kriegskreuz 1914–1918 (1919)
- Tschechoslowakische Revolutionsmedaille
- Tschechoslowakische Siegesmedaille
- Tschechoslowakisches Kriegskreuz 1939 (in memoriam)